# Франческони, Лука
Лука Франческони (итал. Luca Francesconi; род. 17 марта 1956, Милан) — итальянский композитор.

## Биография
Сын художника и редактора Джанкарло Франческони.
Изучал фортепиано в Миланской консерватории имени Джузеппе Верди. В 1981—1984 работал помощником у Лучано Берио.
В 1990 году удостоен Кранихштайнской музыкальной премии. В 1994 году получил поощрительный грант одной из наиболее престижных мировых наград в области академической музыки — Премии Эрнста фон Сименса.

## Работы
- Passacaglia (1982)
- Viaggiatore insonne (1983)
- Etymo (1994)